# Schlacht um Balikpapan
1. Borneo – Tarakan – Celebes – Balikpapan (See) – Balikpapan (Land) – West-Borneo – Samarinda (Ost-Borneo) – Banjarmasin (Süd-Borneo) – Ambon – Straße von Makassar – Sumatra – Palembang – Badung – Timor – Bali – Riau-Inseln – 1. Javasee – Sundastraße – Java – 2. Javasee – Niederländisch-Neuguinea – Kleine Sundainseln – Molukken – 2. Borneo
Die Schlacht um Balikpapan fand am 23. und 24. Januar 1942 während des Pazifikkriegs im Zweiten Weltkrieg statt. Sie war für die Japaner erfolgreich und die Ölfelder, Förderanlagen und Raffinerien nahe der Stadt Balikpapan im Südosten von Borneo wurden von ihnen besetzt.

## Vorgeschichte
Borneo, die südwestlich der Philippinen liegende Insel, ist für ihre reichen Kohle- und Erdölvorkommen bekannt, besonders Balikpapan, aus dessen Ölfeldern seit 1897 gefördert wird und das damit das Zentrum der Öl- und Gasexplorations- und -produktionsaktivitäten ist. Das Rohöl wurde über Pipelines in den nordwestlich gelegenen Gebieten um Samarinda und Sanga Sanga nach Balikpapan transportiert, dort gelagert und raffiniert und auch von dort verschifft. Um das Rohöl zu verarbeiten, wurde die Erdölraffinerie von Balikpapan 1922 von B.P.M. (Bataafse Petroleum Maatschappij), einer Tochtergesellschaft von Royal Dutch Shell, fertiggestellt. Für die Japaner war Balikpapan daher ein unabdingbares Eroberungsziel, um ihren dringenden Bedarf an Treib- und Brennstoffen zu decken. Nachdem sie die Insel Tarakan eingenommen hatten (→ Schlacht um Tarakan), war Balikpapan das nächste Ziel der Japaner, zumal dort auch noch ein strategisch wichtiger Flugplatz lag, von dem aus Luftangriffe gegen Ost-Java durchgeführt werden konnten.

## Japanische Planung
In Übereinstimmung mit dem Befehl der Südarmee vom 20. November 1941 hatte die 16. Armee der Abteilung unter dem Kommando von Sakaguchi Shizuo befohlen, Balikpapan zu erobern. Die 2. Flotte hatte am 26. Dezember den Befehl zur Umstellung auf Operationen der zweiten Phase erteilt und damit die Niederländisch-Ostindien-Einheit angewiesen, die Operationen zur Eroberung von Balikpapan und Kendari (Celebes) durchzuführen. Zur Unterstützung der Niederländisch-Ostindien-Einheit hatte Vizeadmiral Kondō Nobutake, der Kommandeur der südlichen Task Force, die östliche Unterstützungseinheit, bestehend aus dem Schlachtschiff Haruna, dem Schweren Kreuzer Maya und zwei Zerstörern, gebildet. Der Befehl dazu wurde am 23. Dezember erteilt und die Einheit separat in die Gewässer südöstlich von Davao geschickt. Der 11. Luftflotte wurden Unterstützungseinsätze befohlen.

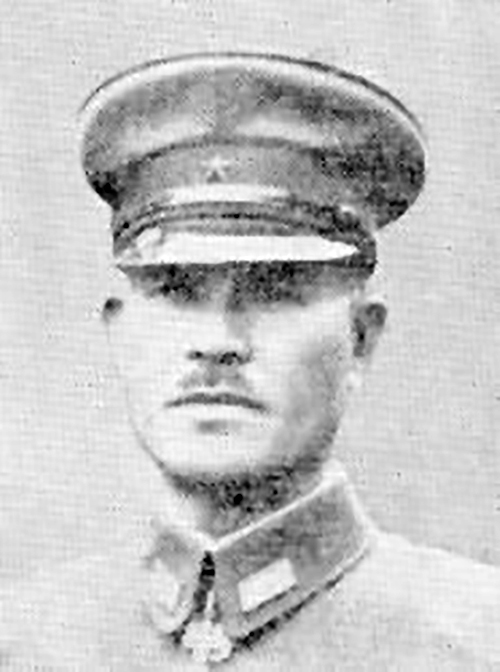
Sakaguchi Shizuo

Das Datum zum Angriff auf Balikpapan war zunächst auf den 20. Januar 1942 festgelegt worden. Da sich die Verlegung der Kampfflugzeuge für die Operationen gegen Niederländisch-Ostindien aufgrund der Verzögerung bei der Eroberung von Davao und Jolo und des schlechten Zustands der Flugplätze verzögerte, wurde auf der Sitzung am 6. Januar beschlossen, die Operation um einen Tag zu verschieben. Da sich auch die Eroberung von Tarakan verzögert hatte und der dortige Flugplatzbau nur langsame Fortschritte machte, standen nur wenige Flugzeuge einsatzbereit zur Verfügung und ein Überraschungsangriff der Fallschirmjägereinheit auf Balikpapan war nicht mehr durchführbar.
Um die KNIL-Garnison in Balikpapan daran zu hindern, die Raffinerieanlagen zu zerstören, sollte die Stadt nicht durch einen Frontalangriff besetzt werden, sondern durch eine verdeckt ausgeführte Operation der Armee. Am 15. Januar beriet sich Konteradmiral Nishimura Shōji, Kommandeur der 1. Eskorteinheit, mit Sakaguchi Shizuo, und sie kamen zu dem Schluss, dass die Landung in Balikpapan vom 21. auf den 24. Januar verschoben werden sollte.
Am 16. Januar erreichte die Asama Maru mit der 3. Yokosuka Speziallandungseinheit an Bord den Hafen von Tarakan. Die Verschiebung von nur drei Tagen reichte jedoch nicht aus, um die Tarakan-Basis für die Landung und den Start der erforderlichen Transporteinheit mit 28 bis 39 Flugzeugen und den Einsatz der Fallschirmjäger vorzubereiten. Daher wurde die Operation abgesagt. Es wurde beschlossen, die Einheit stattdessen in der nachfolgenden Operation gegen Banjarmasin einzusetzen. Die Einheit wurde deshalb in Tarakan in Bereitschaft gehalten.

## Die KNIL in Balikpapan
Oberstleutnant Cornelis van den Hoogenband verfügte über eine KNIL-Abteilung von etwa 1100 Mann zur Verteidigung von Balikpapan und des Erdölfördergebiets in der Nähe von Samarinda sowie des geheimen Flugfeldes Samarinda II, zwischen Longiram und Melak stromaufwärts am Fluss Mahakam. Sie waren mit Maschinengewehren ausgerüstet und hatten einige mobile Artillerie- und Flugabwehrgeschütze. Der Hafen von Balikpapan wurde von Küstengeschützen verteidigt. Eine Straße verlief von Balikpapan zum kleinen Fördergebiet und eine weitere wurde als Zufahrtsstraße zu einer geplanten neuen Straße gebaut, die Samarinda mit dem Ausgangspunkt der befahrbaren Straße nach Banjarmasin verbinden sollte. Nur ein Teil dieser Zufahrtsstraße konnte fertiggestellt werden und verlief in Richtung der Adangbucht, die etwa 100 Kilometer südlich von Balikpapan liegt.
An der Küste hatte van den Hoogenband vielerlei Feldbefestigungen bauen lassen. Die Bucht von Balikpapan war mit einer Minensperre versehen worden, in der eine Durchfahrt offen gelassen wurde. Wenn sich die Japaner näherten, sollte ein zusätzlicher Minenleger, die Soemenep, den Durchgang schließen.
Von den etwa 30.000 Einwohnern, die größtenteils in der Nähe des Fabrikkomplexes wohnten, waren fast alle Familien der dort lebenden Europäer und einige der indigenen Soldaten der KNIL-Abteilung im Dezember 1941 per Schiff und Flugzeug nach Java gebracht worden. Van den Hoogenband sah voraus, dass die Zerstörung des Raffineriekomplexes den Ort unbewohnbar machen würde. Daher ließ er einfache Kasernenlager in einer Entfernung von etwa sieben Kilometern entlang der zuvor vorgesehenen Zufahrtsstraße errichten, zu denen die Bewohner von Balikpapan in Notzeiten evakuiert werden konnten. Er hatte der beabsichtigten Zerstörung des Fabrikkomplexes von Balikpapan und der beiden Extraktionsgebiete große Aufmerksamkeit gewidmet und die gut ausgebildeten Zerstörungsteams in der Nähe der zu sprengenden Objekte im Zusammenhang mit dem möglichen Einsatz japanischer Luftlandetruppen stationiert.
Kurz nach dem Fall von Tarakan ließ van den Hoogenband die Zivilbevölkerung von Balikpapan in die Kasernenlager evakuieren. Damit die Zerstörungsteams nicht in japanische Hände gerieten, ließ er alle 10 Kilometer auf der Route zur Adangbucht Lebensmitteldepots einrichten.
Als am frühen Morgen des 20. Januar bekannt wurde, dass die Japaner am nächsten Tag in Balikpapan landen würden, beschloss van den Hoogenband sofort die beabsichtigten Zerstörungen auszuführen. Die Flugboote der MLD (Marineluchtvaartdienst) in der Nähe von Balikpapan wurden nach Surabaya ausgeflogen und der Durchgang durch die Minensperre geschlossen.
Die massiven Brände durch die Zerstörungen in Balikpapan waren nachts aus mehr als 100 Kilometer Entfernung zu sehen. Die MLD-Flugboote konnten daher auf Sicht noch einmal zurückkehren. Sie übernahmen das Zerstörungsteam des kleinen Extraktionsgebiets, das in Balikpapan eingetroffen war. Um ihre Reichweite und Personalkapazität zu erhöhen, waren alle Flugzeuge völlig unbewaffnet. 24 Stunden später konnten fast 60 Männer der Teams, die die Zerstörung in Balikpapan durchgeführt hatten, an Bord von zwei weiteren Flugbooten gebracht werden. Ein weiteres Flugboot konnte wegen Treibstoffmangel nicht landen und kehrte um. Das vierte war bei einem Landeversuch im Fluss explodiert.

## Vorbereitungen der Japaner
Für die 56. gemischte Infanteriegruppe, die Sakaguchi-Abteilung, war angewiesen worden, Balikpapan mit seinen Ölfeldern, Ölförderanlagen und Flugplätzen so weit wie möglich unbeschädigt einzunehmen. Generalmajor Sakaguchi Shizuo ordnete daher die folgenden Maßnahmen vor der Landung an:
- Entsendung einer Delegation nach Balikpapan, um die Zerstörung der Ölraffinerieanlagen zu verhindern.
- Einheimische Polizisten sollten in das Gebiet geschickt werden, um als Straßenführer der Surprise Attack Unit zu dienen.
- Um möglichst unentdeckt dem Flusslauf des Mahakam bis zu den Ölfeldern hinauf folgen zu können, sollte die Surprise Attack Unit mit besonderen Landmarken vertraut gemacht werden.[3]

Auf der Insel Tarakan erklärte sich ein ehemaliger Manager der Niederlassung der Borneo Petroleum Manufacture Company bereit, für die japanische Armee zu arbeiten, unter der Bedingung, dass sie ihn für die Reparatur der zerstörten Ölfelder in Tarakan einsetzen würden. Die Japaner stimmten zu und schickten ihn zusammen mit einem gefangenen niederländischen Offizier und drei japanischen Dolmetschern auf einem erbeuteten niederländischen Schiff, dem Motorboot Parsifal, nach Balikpapan. Sie sollten van den Hoogenband die Forderung überbringen, alle industriellen Komplexe und die Ölfelder und deren Anlagen den Japanern unbeschädigt zu übergeben. Andernfalls würden sie eine Strafaktion durchführen. Die Delegation verließ Tarakan am 16. Januar. Vier Tage später entdeckte das Dornier-Flugboot X-21 das Schiff vor der Küste von Samboaja in Richtung Balikpapan. Das Flugboot landete in der Nähe des Schiffes und nahm zwei KNIL-Hauptmänner, G. L. Reinderhoff und A. H. Colijn, an Bord und flog nach Balikpapan, um die Nachricht an den Garnisonskommandeur von Balikpapan zu übermitteln. Van den Hoogenband lehnte ihre Forderungen ab und die drei japanischen Dolmetscher wurden am 23. Januar sofort zu ihrer Einheit zurückgebracht, während die beiden niederländischen Offiziere in Balikpapan blieben und später ausgeflogen wurden.

## Die Landung der Japaner

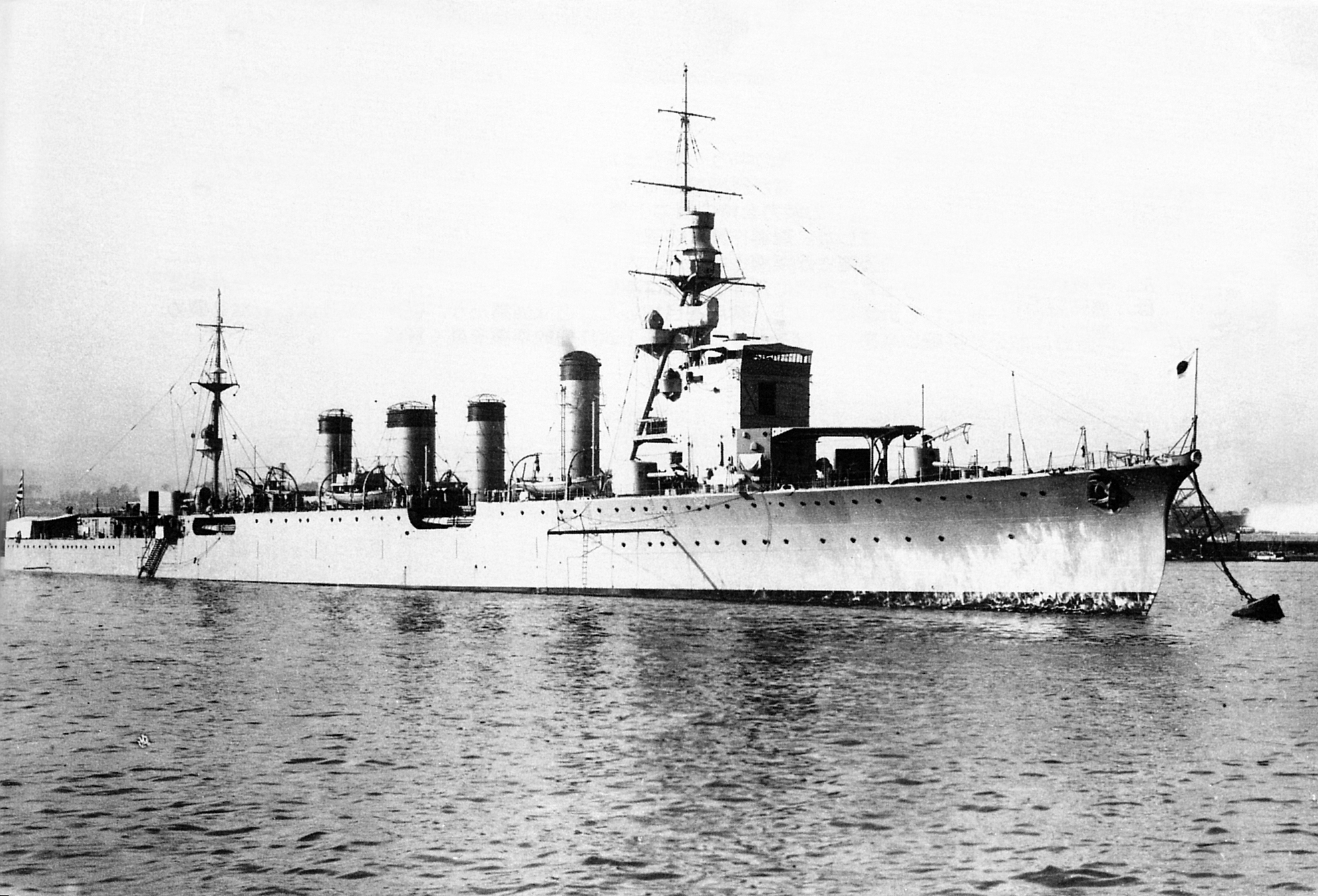
Leichter Kreuzer Naka

Die japanische Invasionstruppe verließ Tarakan in der Nacht vom 20. auf den 21. Januar. Die Operation war ursprünglich für den 16. Januar vorgesehen, aber die Celebes-Operation verzögerte die Invasion um eine Woche, weil sie Lufteinheiten band, die den Konvoi ursprünglich abdecken sollten. Aufgrund von schlechtem Wetter, Wartungsproblemen und Flugzeugmangel war es so nicht möglich, mehr als drei Zeros gleichzeitig über den Konvoi zu bringen. Trotz dieser Probleme hatten japanische Kampfflugzeuge die PBY Catalina Y-51 auf dem Fluss Barito in der Nähe von Banjarmasin gesichtet, angegriffen und das Flugboot in Brand gesetzt. Die Besatzung konnte sich in Sicherheit bringen, aber das Flugzeug wurde vollständig zerstört.
Insgesamt fuhren 13 Transporter nach Balikpapan. Eine direkte Sicherung des Konvois bestand aus den schnellen Landungsbooten P 36, P 37 und P 38 sowie den Minensuchbooten Sōkaitei Nr.15, Sōkaitei Nr.16, Sōkaitei Nr.17, Sōkaitei Nr.18 und den U-Jagd-Booten Ch 10, Ch 11, und Ch 12. Konteradmiral Nishimura Shōji befehligte den Deckungsverband, der aus dem Leichten Kreuzer Naka und den Zerstörern Harusame, Minegumo, Murasame, Natsugumo, Samidare, Suzukaze, Yamakaze und Yūdachi bestand. Ein weiterer, vorgeschobener Verband bestand aus den Zerstörern Kawakaze und Umikaze sowie einem zusätzlichen Transporter.
Aufklärungsflugzeuge des ABDACOM entdeckten früh den Konvoi, als er in die Straße von Makassar einfuhr. Schon am 19. Januar meldete das amerikanische U-Boot Pickerel einen japanischen Zerstörer, der mit hoher Geschwindigkeit in der Straße von Makassar in Richtung Balikpapan fuhr. Vier Tage danach meldeten niederländische Aufklärungsflugzeuge drei Gruppen japanischer Schiffe, die auf Kurs nach Balikpapan waren. Zusätzlich zur Pickerel bekamen die U-Boote S-40, Porpoise, Saury, Spearfish und Sturgeon den Befehl, japanische Schiffe abzufangen. Hinzu kamen K-XIV und K-XVIII der niederländischen Marine. Trotz einigen Möglichkeiten, auf den Konvoi mit Torpedos zu feuern, konnten die U-Boote keinen Schaden anrichten.
Im Morgengrauen des 23. Januar griffen niederländische Martin-Bomber aus Borneo und amerikanische B-17 aus Java den Konvoi wiederholt bis zum Einbruch der Dunkelheit an. Die Niederländer verloren nicht nur drei ihrer Flugzeuge über Balikpapan, sondern die intensive Luftaktivität verriet auch den Standort des Flugfelds Singkawang II im Westen Borneos, der den Japanern bisher nicht bekannt war. Schon am nächsten Tag begannen sie das Flugfeld zu bombardieren. Sie zerstörten zwar keine Flugzeuge am Boden, beschädigten aber die Landebahn und die Einrichtungen schwer. Aufgrund ihrer Angriffe auf Singkawang II konnten die Japaner dem Konvoi keine ausreichende Luftdeckung bieten, so dass die ABDA-Flugzeuge kaum oder gar keinen Widerstand in der Luft hatten. Ihre Angriffe erfolgten alle 10 bis 15 Minuten. Erst am späten Abend trafen niederländische Bomber den Frachter Nana Maru und hinterließen ein brennendes Wrack. Das Munitionsschiff Tatsugami Maru wurde ebenfalls beschädigt.
In der Folge kam es zur Seeschlacht vor Balikpapan, als die amerikanische 59. Zerstörerdivision auf den Konvoi traf. Sie konnte vier japanische Transporter versenken und war für die Amerikaner ein taktischer Erfolg. Trotzdem gelang der Sakaguchi-Abteilung etwa 5 Kilometer südöstlich des Flugplatzes die Landung. Die erste Welle ging um 2:40 Uhr und die zweite um 6:40 Uhr an Land. Der Angriff stieß auf keinen niederländischen Widerstand, jedoch gerieten sie oft unter Angriffe amerikanischer und niederländischer Kampfflugzeuge. Im Morgengrauen hatten sie den Flugplatz besetzt. Der japanische Vormarsch nach Süden ging allerdings nur langsam voran, da die Brücken zerstört worden waren und die führenden japanischen Einheiten erst in der Nacht des 25. Januar den nördlichen Stadtrand von Balikpapan erreichten.

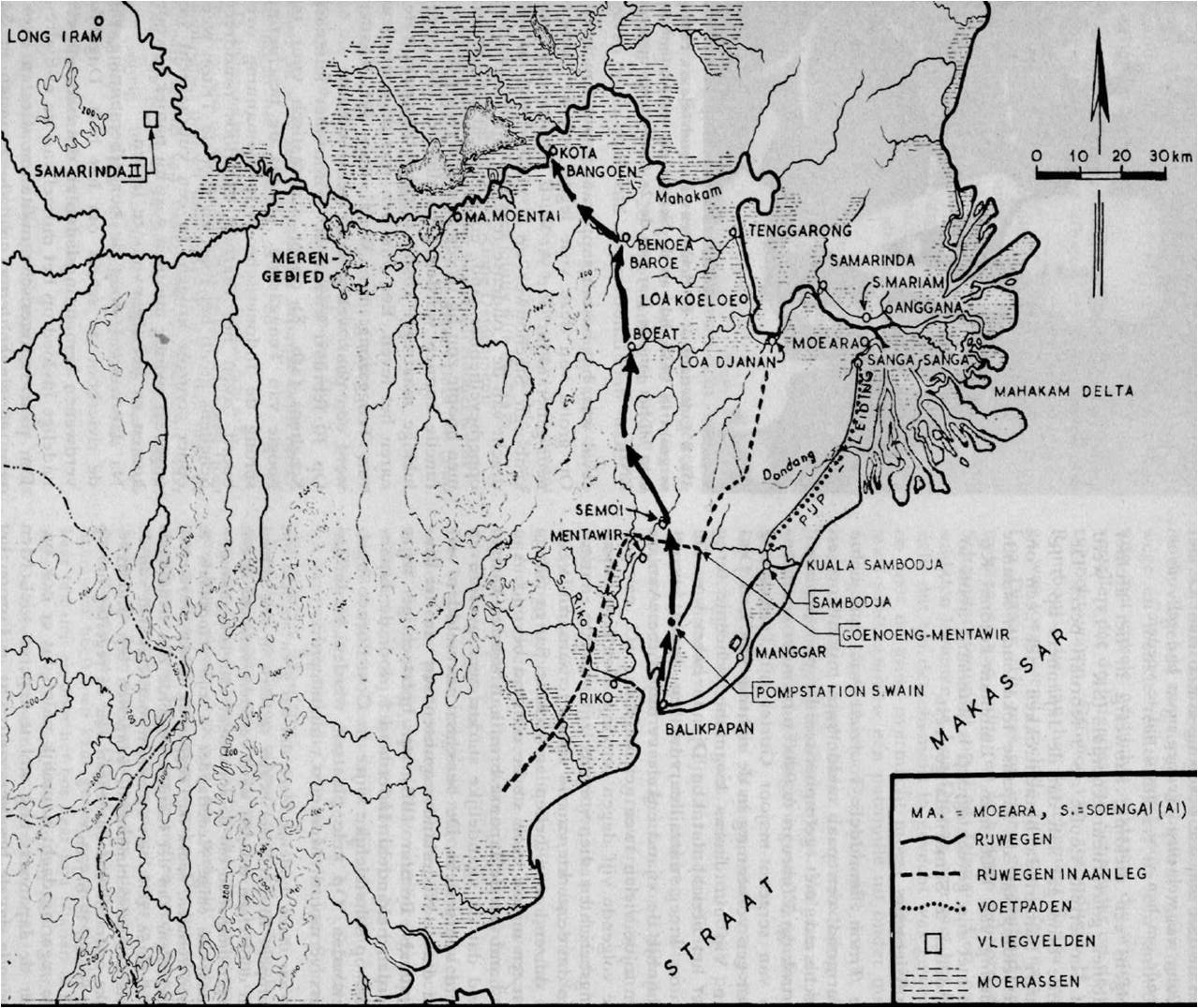
Die Pfeile markieren den Rückzugsweg der KNIL-Einheiten nach der japanischen Landung.

Van den Hoogenband gelangte zum Entschluss, dass eine Verteidigung der Stadt, in der alles, was für den Feind von Bedeutung sein könnte, zerstört worden war, sinnlos sei. Daher telefonierte er mit dem Hauptquartier in Bandung, erläuterte die Lage und erhielt die Genehmigung, Balikpapan zu verlassen. Da die Straße zu den Evakuierungskasernen mittlerweile von den Japanern abgeschnitten worden war, blieb keine andere Möglichkeit, als mit seinen Soldaten, von denen die Männer aus Manado von ihren Familien begleitet wurden, durch das Gelände zur Tankstelle in Balikpapan zu bewegen, wo sich Militärlager befanden.
Balikpapan fiel kampflos an die Japaner. Nachdem die Stadt besetzt worden war, wurde eine von Oberstleutnant Motozō Kume kommandierte Infanterie-Abteilung angewiesen, die Ölfelder zu schützen.
Am selben Tag liefen die Wasserflugzeugtender Sanuki Maru und Sanjo Maru ein und am 26. Januar folgten die Minenleger Imizu Maru, Itsukushima und Wakataka sowie einige Transporter als Verstärkung. Die Sanuki Maru wurde von amerikanischen B-17 Bombern bei einem Angriff versenkt. Ab dem 28. Januar konnte die 23. Fliegergruppe der japanischen Marine von Balikpapan aus ihre geplanten Einsätze fliegen.

## Nach der Schlacht
Damit war die Operation in Balikpapan abgeschlossen. Der Verlust der japanischen Streitkräfte war der bislang schwerste bei den Landungsoperationen in Niederländisch-Ostindien. Die Sumanoura Maru, die Tatsugami Maru und die Kuretake Maru waren versenkt worden, ein Patrouillenboot und die Asahisan Maru stark beschädigt, der Wasserflugzeugtender Sanuki Maru  und die Kumagawa Maru leicht beschädigt.
Trotz dieser Verluste war die Zahl der Opfer gering. Auch der Widerstand der niederländischen Bodentruppen war bei dieser Operation äußerst begrenzt, was dazu führte, dass nur acht Männer der Sakaguchi-Einheit am Boden getötet wurden.
Die Sanga-Sanga-Ölfelder sowie die BPM-Ölraffinerien in Balikpapan wurden beschlagnahmt. Obwohl die Einrichtungen vor dem Rückzug gründlich zerstört worden waren, reparierten die Japaner die Ölquellen mit erstaunlicher Geschwindigkeit und hielten sie in der Zeit von Juni 1942 bis August 1943 reibungslos in Betrieb. Das Rohöl aus den Sanga-Sanga-Ölfeldern war allerdings von geringer Qualität und konnte nur zu 34 % in Erdöl umgewandelt werden. Mit einer hohen Oktanzahl war das in Balikpapan raffinierte Öl bei den japanischen Operationen im Südwestpazifik von großem Nutzen.
Einige Wochen nach der Eroberung von Balikpapan, vermutlich um den 24. Februar, machten die Japaner ihre Drohung wahr, die sie ausgesprochen hatten, falls die Erdöleinrichtungen bei der Stadt zerstört werden sollten. Alle Europäer, die in ihre Hände fielen und zum Zeitpunkt der Zerstörungen noch in Balikpapan anwesend waren, wurden an einen Ort am Strand gebracht. Dies waren die beiden Verwaltungsbeamten, die vor Ort geblieben waren, ein örtlicher Minister, der Polizeiinspektor, ein Gesundheitsbeamter, der ebenfalls Vertreter des Roten Kreuzes war, acht Patienten aus dem Krankenhaus, drei Priester, einige Ingenieure sowie eine große Gruppe von achtundsiebzig Kriegsgefangenen. Die Einwohner der nahe gelegenen Gemeinde wurden an diesen Strand geführt, um zuzusehen, als die Japaner ein Kriegsverbrechen verübten und alle exekutierten.
Die ins Landesinnere gezogene Gruppe um Van den Hoogenband ließ die einheimischen Familien in den Kasernenlagern zurück, nachdem sie feststellten, dass auch die Notrationslager schon von den Japanern besetzt waren. Um Nahrung für die Männer zu finden, richtete sich ihr Augenmerk jetzt auf den Weg zum Flugfeld Samarinda II. In einem Betonwerk konnten 150 kg Reis gefunden werden, der in der Gruppe verteilt wurde. Nach neun Tagen erreichte die Gruppe eine Siedlung, in der es genug zu essen gab. Dort erfuhren sie auch, dass am Fluss Mahakam Boote liegen würden, mit denen man Samarinda II erreichen könnte. Nach einer weiteren Reise von drei Tagen war der Fluss erreicht und einen Tag später, am 6. Februar, kam Van den Hoogenband mit mehr als 200 Männern in Samarinda II an. Van den Hoogenband und die meisten seiner Männer wurden von dort nach Java ausgeflogen.
Die Raffinerie wurde von 1942 bis 1945 von der japanischen Armee bis zu deren Kapitulation kontrolliert. BPM erlangte die Kontrolle über die Raffinerie zurück, nachdem die alliierten Streitkräfte 1945 die japanische Besetzung von Balikpapan mit der Operation Oboe II beendet hatten.
1949 erlangte Pertamina die Kontrolle über die Raffinerie. Sie wurde mehrmals erweitert und modernisiert, um der steigenden Nachfrage nach Kraftstoff im Osten Indonesiens gerecht zu werden. Heute gehört die Raffinerie zu VICO Indonesia (Virginia Indonesia Company).